# 金典綠園道
24°09′20″N 120°39′47″E / 24.1556856°N 120.6630678°E
金典綠園道（Park Lane by Splendor）是一間位於臺灣臺中市西區的中型購物中心，商場樓板面積約為8,000坪，與台中金典酒店皆位於中港晶華大樓內。商場曾為閒置多年的建台大丸百貨台中店舊址，後由勤美集團與太子建設斥資十億元進行整修，於2012年1月開業。商場主力核心店為無印良品概念旗艦店、第六市場、品東西家居、POYA寶雅、各式主題餐廳

## 歷史
- 2012年1月18日，金典綠園道商場開業[2]。
- 2017年9月，商場地上三層的400坪空間改裝轉型為「台中第六市場」，規劃由50格攤商進駐，成為臺灣第一座設於百貨商場內的精緻型傳統市場[3]。
- 2020年9月，商場地上二層大部分空間由無印良品進駐，為營業面積486坪的提案式概念店[4]。
- 2022年3月27日，商場地下一層的誠品書店結束營業。

## 商場介紹

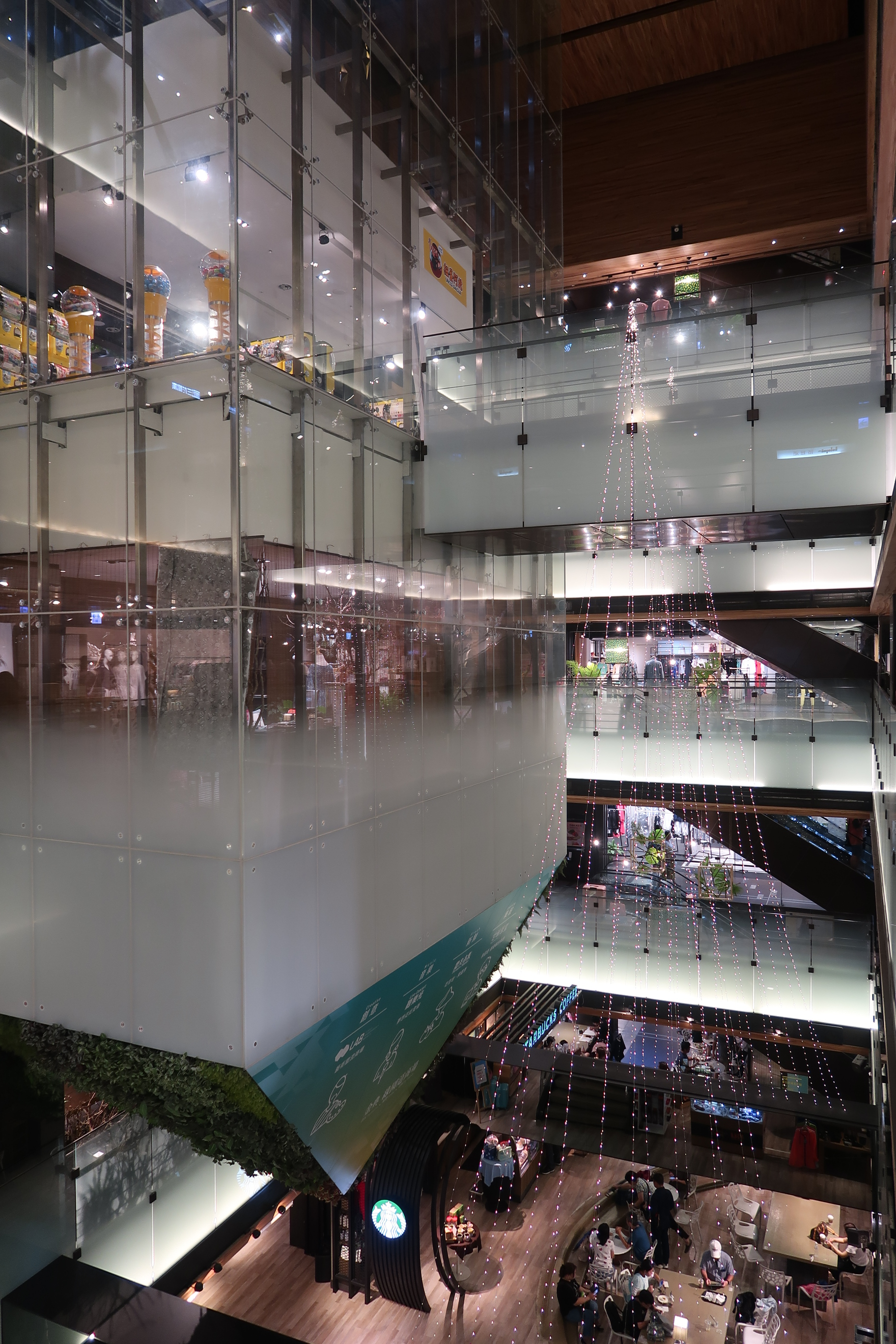
商場中庭

### 設施
位於商場中庭挑高空間，高達五層樓的「光盒子」，內部設十六台投影機及五個體感裝置，於各樓層多處定點都可和螢幕互動。

### 樓層空間
- 9F：00 沁美月子．沁月
- 8F：00 木容會館・沁美診所
- 7F：00 勤美文創聚落 LAB
- 6F：01 樂童體操聯盟HAPPY UNION 、02 TOY WORLD 鼎美玩具 、03 走走家具 、08 追風奇幻島
- 5F：True Fitness全真健身房
- 4F：00 棋想空間、01 TASTy 西堤牛排 、03 新一壽司丼 、04 義饗屋di CaSa 、05 良食煮意有機鍋物 、06 春水堂人文茶館 、08 飯饌韓式料理  、 09 Ustini 我挺你健康鞋
- 3F：00 台中第六市場 、01 斐得蔬食 熱浪來襲 、02 蔬盈火鍋 、04 Lock & Lock 樂扣樂扣 、07 魔梳工坊GLAMORSPELL
- 2F：01 MUJI無印良品概念店 、02 動手玩 DOUGH 甜點DIY
- 1F：01 FamilyMart 全家便利商店 、02 歐棒咖啡 、03 稻村麵包 、04 日藥本舖 、05 STUDIO A 、06 SISJEANS 、07 CRY 、09 芭蒂爾 batier 、11 AVEDA 心靈漫步 、12 曙 Muse Feather 、13 Mr.Banboo台灣手工眼鏡、14 & by tan&luciana、15 caratiga 、16 石麥半寶石 、17 HERLS SHOES 、18 月瓶女工藝坊 、19 Himalaya 喜馬拉雅 、20 潮人物商店
- B1F：01 PiiN 品東西家居 、03 POYA 寶雅 、05 Miofeel 、06 361° 、07 呼呼睡工學床墊 、08 鬆鶴 、11 INI服飾 、12 集雅社Gseven 、13 FukuFuku 、14 Starbucks Coffee 星巴克 、16 丘森茶室 、17 A.C LIVING 、18 C.O.T.E

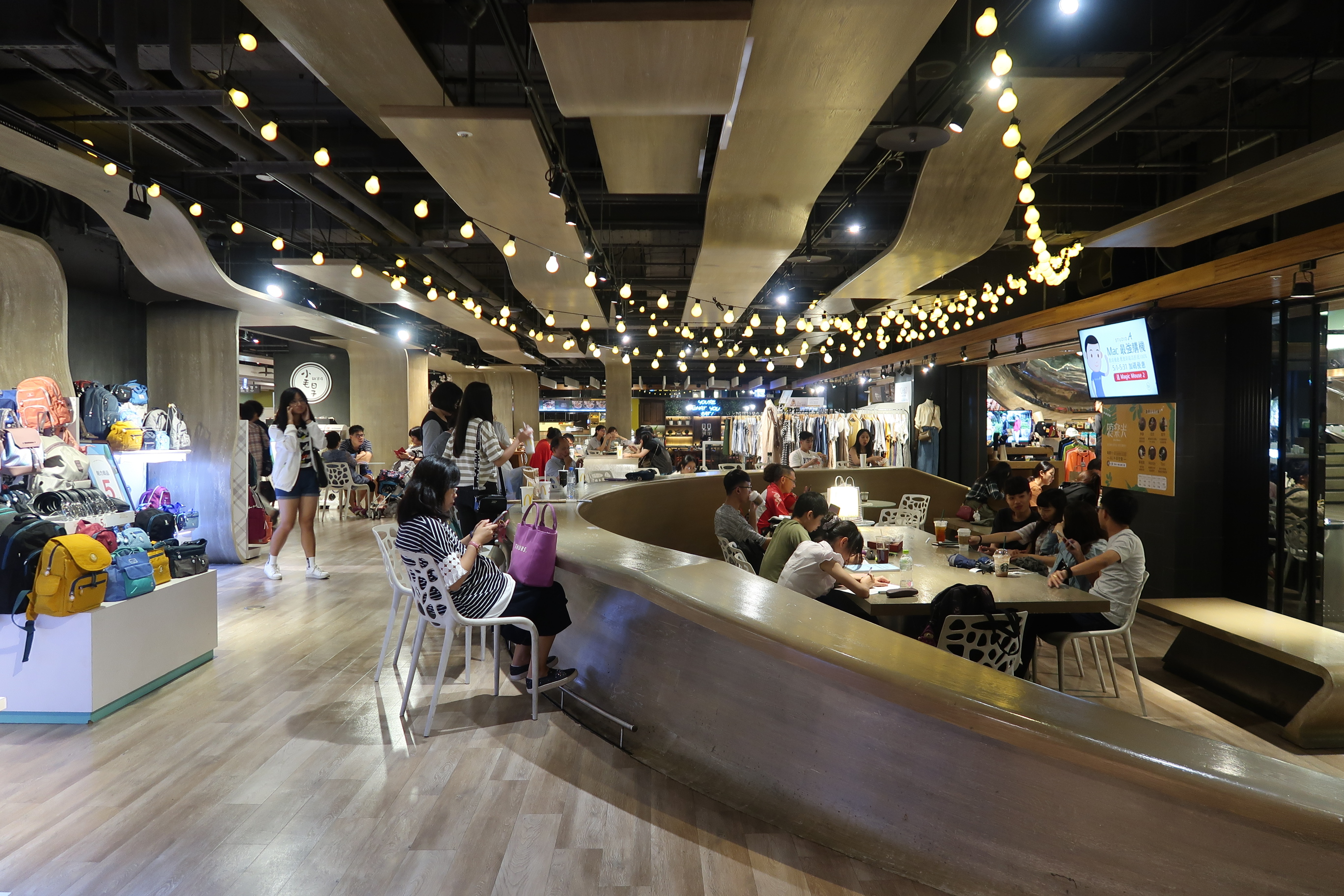
B1層
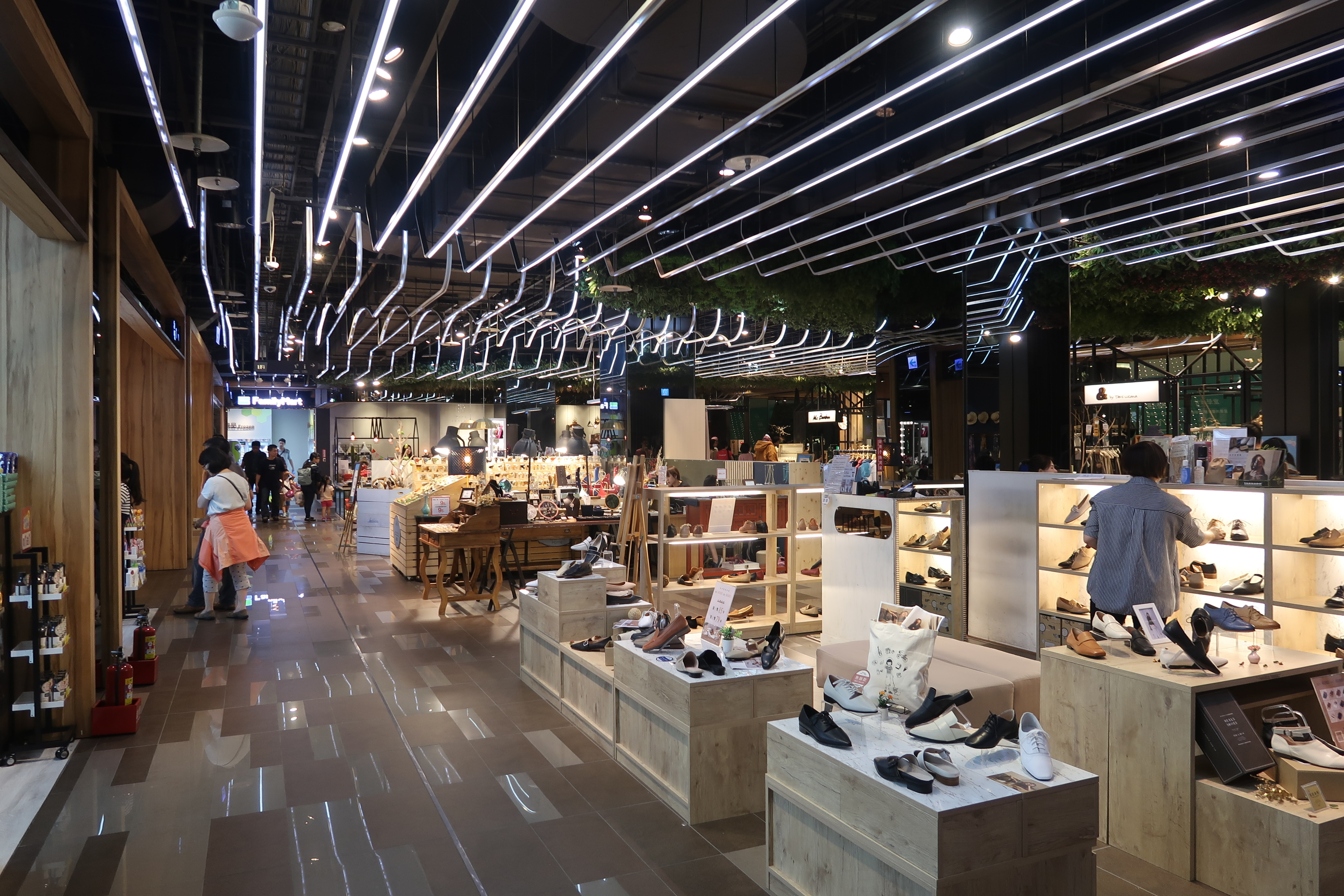
1樓
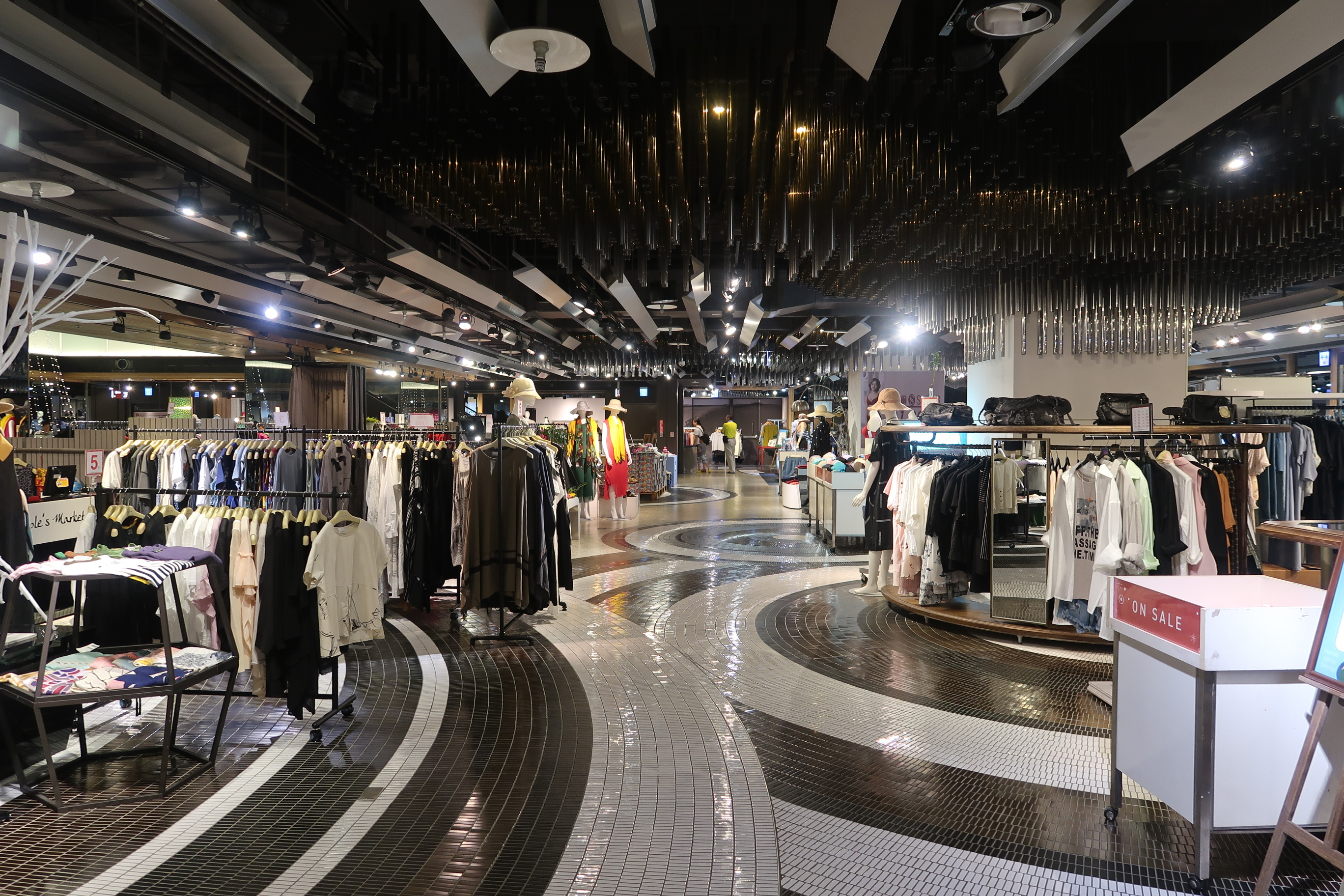
2樓
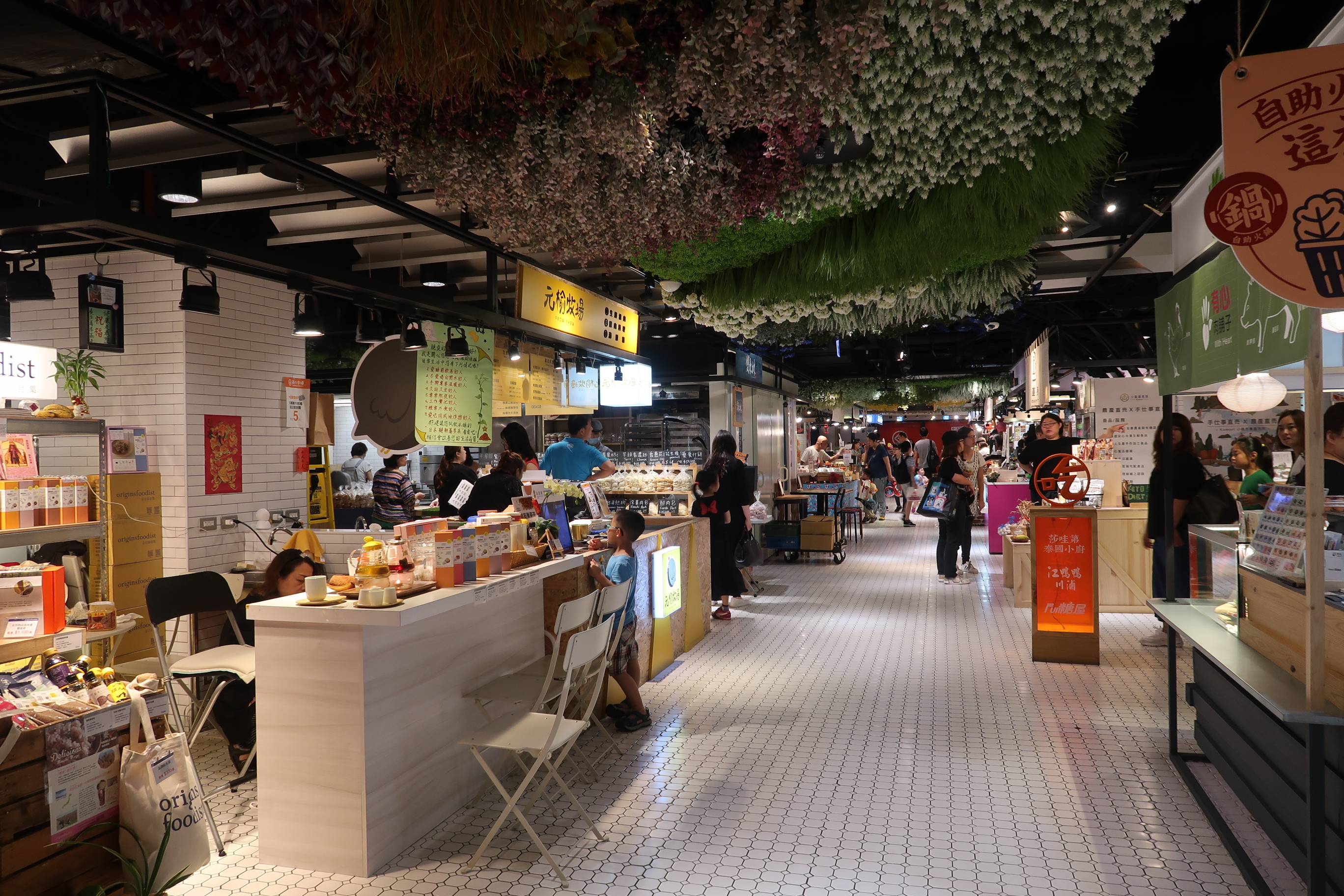
3樓台中第六市場
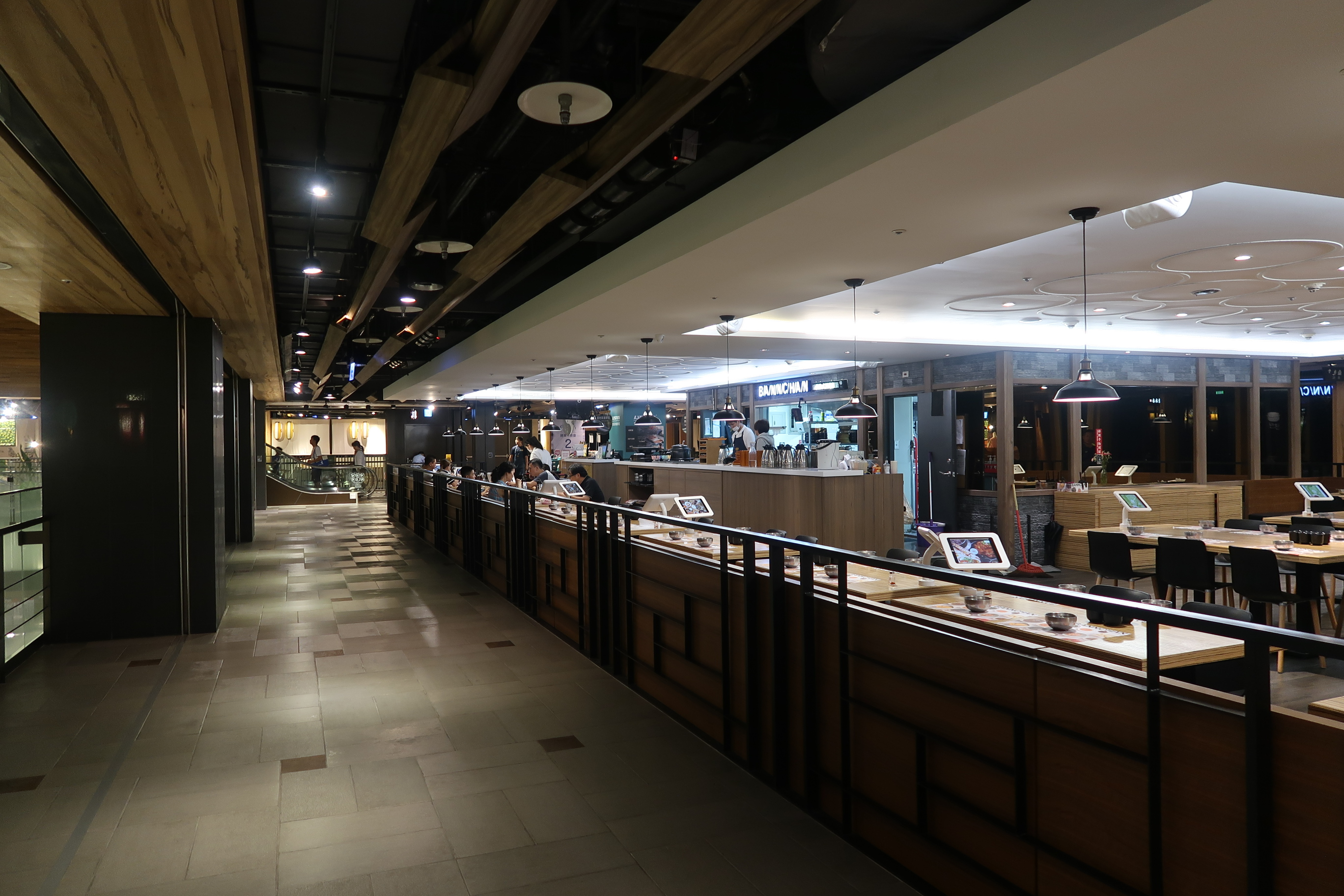
4樓餐廳
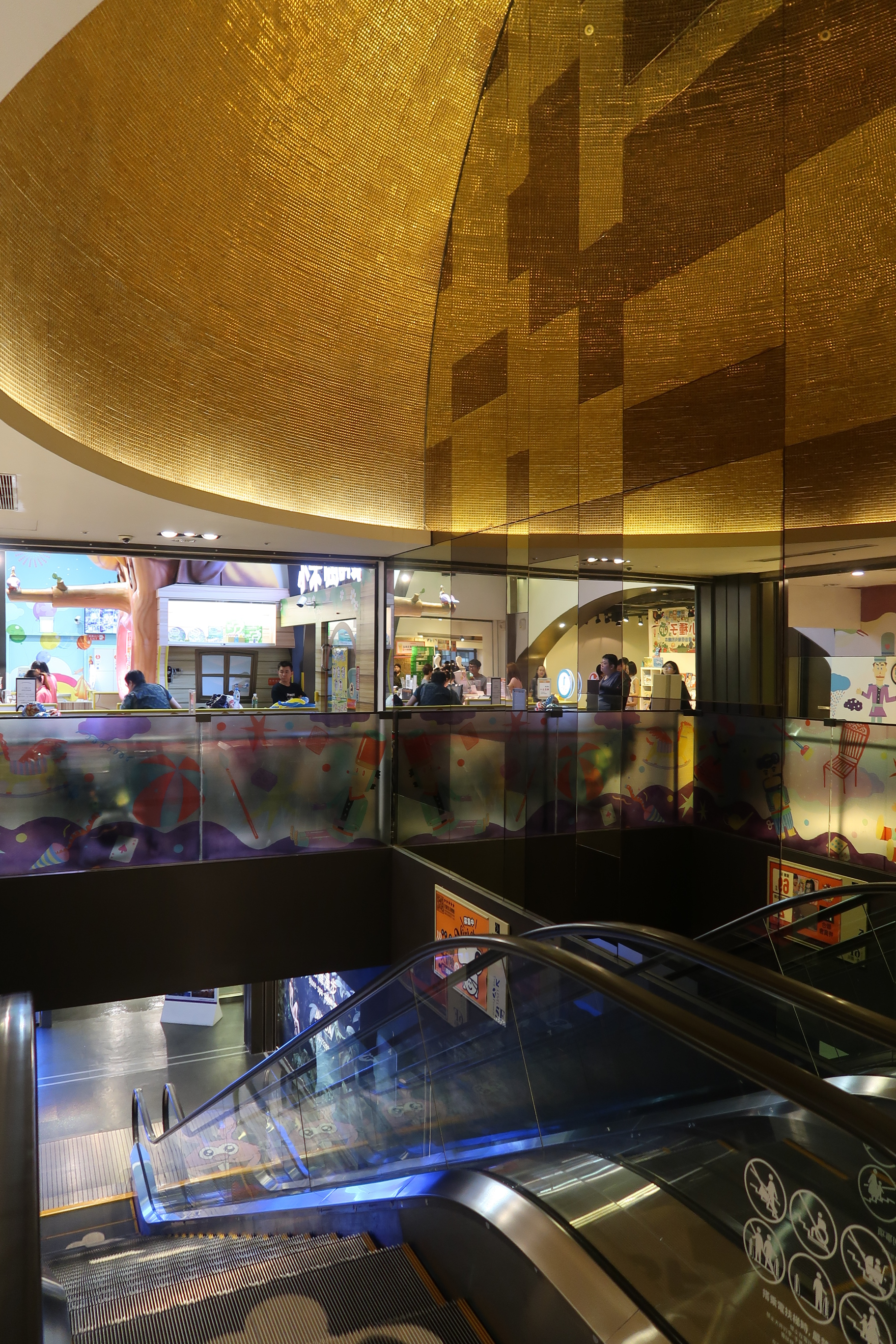
6樓

### 開放時間
平日
- B1-4F、6F：11:00 ~ 22:00
- 5F True Fitness：06:00 ~ 24:00（週一至週六）

假日
- B1-4F、6F：10:30 ~ 22:00
- 5F True Fitness：08:00 ~ 22:00（週日）

第六市場
10:00-21:00(每週一休市)

## 周邊
- 國立自然科學博物館
- 廣三崇光百貨
- 經國園道

## 外部連結
- 金典綠園道 （页面存档备份，存于） （中文）
- 金典綠園道的Facebook專頁
- 金典綠園道的Instagram帳戶
- YouTube上的金典綠園道頻道
- 台灣公司資料 （页面存档备份，存于）